# Edmond Bojanowski

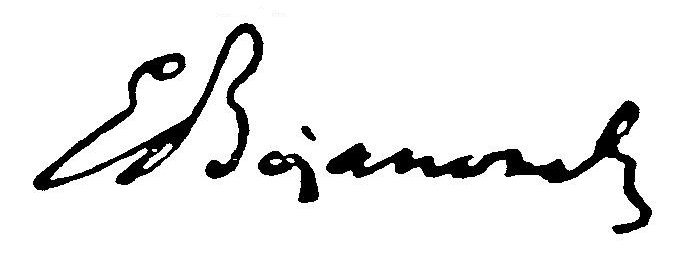

Edmond Bojanowski, né à Grabonóg (à 37 km au sud de Poznań) le 14 novembre 1814 et mort le 7 août 1871 à Górka Duchowna est un bienheureux laïc catholique polonais. Il a été béatifié par Jean-Paul II le 13 juin 1999 à Varsovie. Il est le fondateur de la congrégation des Servantes de l'Immaculée Conception et a aidé à la fondation de la congrégation anglaise des Pauvres servantes de la Mère de Dieu par mère Madeleine du Sacré-Cœur (née Frances Margaret Taylor) en 1867.

## Biographie
Edmond Bojanowski est né dans le village polonais de Grabonóg , et est le fils de Walenty et Thérèse Umiński. Il reçut une très bonne éducation dans une famille catholique profondément pieuse, dans laquelle on cultivait les traditions patriotiques polonaises. L’événement de son enfance auquel il est souvent fait référence, est la grâce que la prière fervente de sa mère devant la Pietà de la basilique des pères de saint Philippe Néri à Święta Góra à Gostyń pour la santé un enfant ait été entendue, alors que les médecins ne lui donnaient aucune chance de guérison d’une maladie grave. Les parents voulaient assurer à Edmund une formation de base.
Au début il prenait des leçons particulières à la maison. En 1832, il commença ses études à l’université de Wrocław. Dans les premières années, il y fut en auditeur libre, complétant ainsi ses études secondaires. Il devint formellement étudiant en 1835. Au cours des années 1836-1838, il continua ses études à Berlin, en profitant aussi de cours d’histoire de l’art, de musique, de psychologie, de poésie, de logique. En ce temps-là sa plus grande passion devint la littérature : il écrivait des articles sur les monuments polonais, traduisait des poèmes lyriques, des chansons serbes, tchèques ainsi que « Manfred » de Byron en polonais. Une maladie pulmonaire grave l’empêcha de finir ses études philosophiques, qu’il avait commencées à l'université de Berlin.

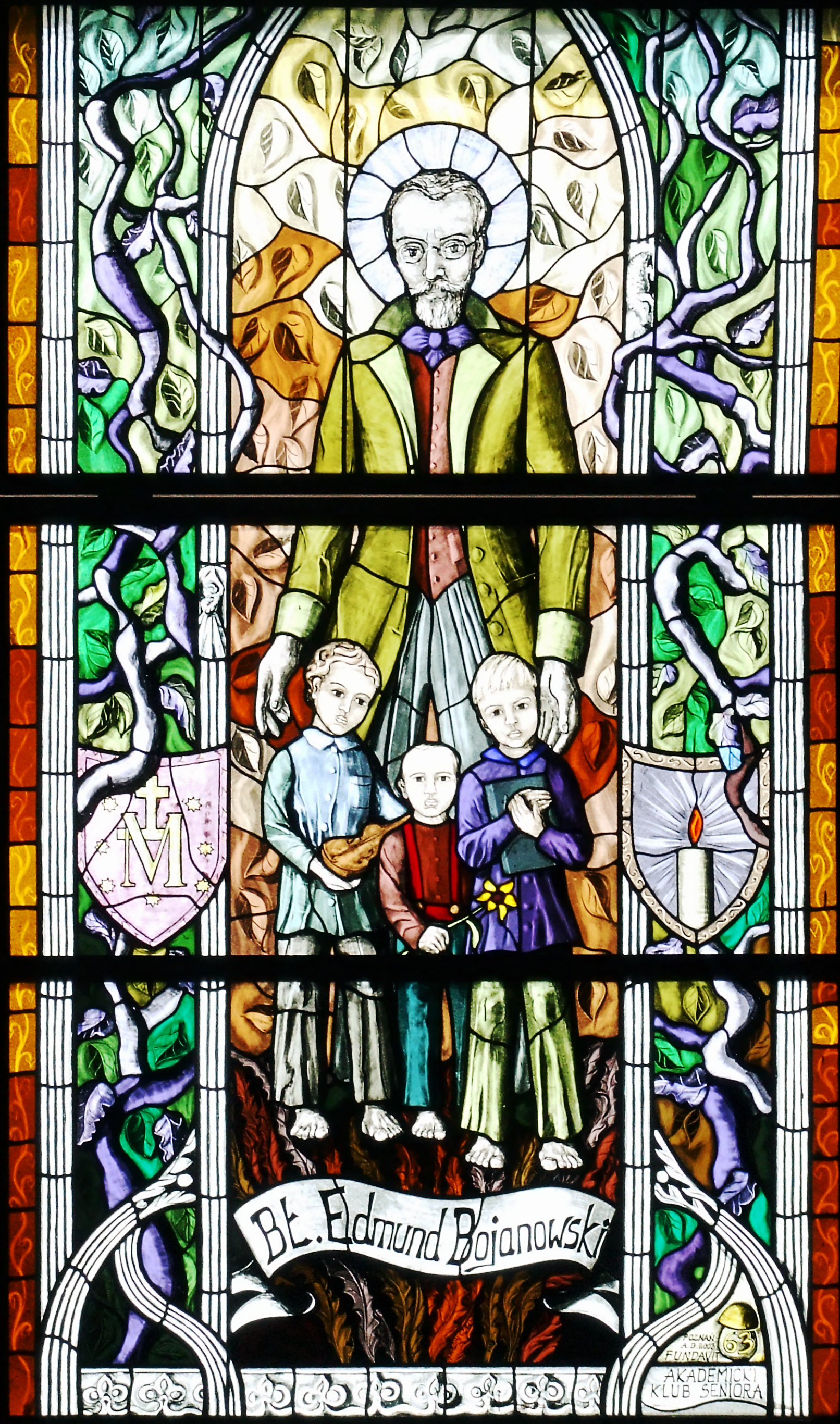
Vitrail représentant le bienheureux Edmund Bojanowski en l'église Saint-Adalbert de Poznań.

Il quitta formellement l'université en 1838. La maladie ne l’empêcha pas d’orienter sa sensibilité naturelle vers les besoins les plus pauvres. Après son retour en Pologne, il commença une intense activité pour le renouvellement moral et culturel de la nation polonaise. Il fut le co-créateur des orphelinats municipaux à Poznań, Gistyń, Śrem et Psary. Il contribua à l’établissement de salles de lecture en campagne. Il perfectionna son talent d'écrivain en publiant dans la revue Przyjaciel Ludu (L’Ami du peuple) (1834-1849), Marzanna et la publication annuelle Melitele. Il édita lui-même des publications, par exemple Pokłosie — une collection littéraire dont il destina les revenus aux orphelins.
Dans les années 1860-1862, il édita un périodique pour les gens du peuple « Année de Campagne » dans lequel il publia également — principalement anonymement — aussi ses propres œuvres. Il est l’auteur de Chants campagnards pour les orphelinats. Il obtint la considération générale et le surnom de « second saint Vincent de Paul » en ce temps-là, alors qu’une épidémie de choléra ravageait Gostyń et ses environs, en 1849, et qu’il soignait les malades au péril de sa vie. Il ne resta pas indifférent au sort des orphelins, pour lesquels il fonda ce qu’il nomma l’Institut-Maison de la Miséricorde à Gostyń, qu’il confia aux bons soins des Sœurs de Saint-Vincent-de-Paul.

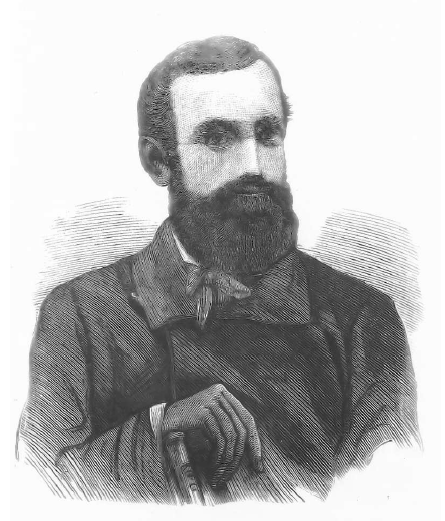
Edmund Bojanowski en 1871.

Il s’occupa en personne de l’arrangement de la maison, de rassembler les moyens nécessaires et de faire venir les sœurs. De plus, il fonda des pharmacies pour les pauvres, des bibliothèques et des salles de lecture. Ses problèmes de santé rendirent impossible la réalisation de ses rêves de prêtrise, bien qu’il ait tenté de suivre le séminaire. Fondateur de la congrégation des Servantes de l'Immaculée Conception. Dans une lettre à l'archevêque Leon Przyluski de Gniezno – Poznań, il écrivit : « depuis quelques années, je songe à organiser des écoles maternelles rurales sous la supervision des jeunes filles de la campagne. J’ai les choses suivantes à l’esprit : primo – le bien des petits enfants laissés libres dans les villages par négligence ou en raison de l'ignorance des parents au sujet de la corruption prématurée, secundo – la consécration des femmes des campagnes, et par là, l’influence sur l'augmentation de la moralité du peuple de la campagne ». Le début de cette œuvre très importante remonte au 3 mai 1850, alors qu’âgé de 36 ans et laïque, il ouvrit officiellement une école maternelle à Podrzecze et fonda la Fraternité Ochroniarki. Il réunit les jeunes filles volontaires et les prépara au travail pour son œuvre. Il leur inculqua l’esprit fort de la foi et apprit les pratiques religieuses, comme la prière, l’examen de conscience, la lecture spirituelle, la contemplation et l’amour réciproque, et après un certain temps il prit la décision de transformer son œuvre en une congrégation religieuse et fonda la Congrégation des Servantes de l'Immaculée Conception. Il élabora la règle monastique de cette congrégation avec l’aide des personnages marquants de ce temps (J. Koźmian, P.H. Kajsiewicz, P.P. Semenenki et d’autres). En 1855, l’archevêque de Poznań L. Przyłuski donna sa permission temporaire d’observance de la règle. De plus en plus de candidates se proposèrent pour la congrégation et la demande pour être institutrices augmentait. En 1858, l’archevêque Przyłuski accueillit la congrégation sous la garde de l’Église, et son successeur l’archevêque Mieczysław Ledóchowski approuva définitivement le 27 décembre 1866 les statuts et la constitution des servantes. Ayant obtenu la permission de l’archevêque M.H. Ledóchowski, le 30 mars 1869, il entra au séminaire archiépiscopale de Gniezno, où il obtint la soutane. Mais vu sa mauvaise santé (il était tuberculeux), il dut la quitter. À la mort de Bojanowski, qui eut lieu le 7 août 1871 à Górka Duchowna, la congrégation avait 22 maisons dans le grand-duché de Poznań et comptait 98 sœurs. En plus de cela, toujours du vivant de Bojanowski, les sœurs servantes commencèrent à travailler aussi dans d’autres parties de la Pologne démembrée : Galice, royaume du Congrès et Silésie.

## Culte
Le pape Jean-Paul II le béatifia le 13 juin 1999 à Varsovie. Voilà ce que dit un fragment de l’homélie, prononcée par le Saint Père Jean-Paul II pendant la messe de béatification : « L’apostolat de miséricorde remplit aussi la vie du bienheureux Edmund Bojanowski. Ce propriétaire foncier de Grande-Pologne doté par Dieu de nombreux talents et d’une profondeur exceptionnelle dans la vie religieuse, malgré faible santé, avec de la persévérance, de la sagesse et générosité, il mena et inspira une grande activité pour le peuple des campagnes. Mené par la connaissance des besoins, plein de sensibilité, il donna naissance à de nombreuses œuvres éducatives, caritatives, culturelles, de religion, qui supportèrent les familles des campagnes au niveau matériel et moral. Restant un homme séculier, il créa en Pologne la très connue Congrégation des Servantes de l'Immaculée Conception. Dans toutes ses actions, il suivit le désir que tout le monde participe à la Rédemption. Il s’inscrivit dans la mémoire humaine comme « un homme chaleureux et bon », qui par amour pour Dieu et l’homme savait efficacement unir divers milieux autour du bien. Dans sa riche activité, il dépassa ce que le Concile du Vatican II a dit au sujet de l'apostolat des laïcs. Il fut l’exemple d’un travail plein d'abnégation et de sagesse pour l’homme, la patrie et l’Église. »
Une commémoration dans l’Église catholique est célébrée le 7 août.

## Patrimoine
La congrégation fondée par E. Bojanowski de son vivant se développe en Grande-Pologne, Galice, Silésie et dans le royaume du Congrès. La partition de la Pologne par les envahisseurs a pour conséquence une partition également de la congrégation. Composée de quatre congrégations autonomes, mais formant une fédération, la congrégation des servantes de l'Immaculée Conception donne naissance aux :
- petites servantes de l'Immaculée Conception en 1866[3].
- servantes de l'Immaculée Conception de la Mère de Dieu en 1890[4].
- servantes de l'Immaculée Conception de Silésie en 1897[5].

Actuellement, environ 3,5 mille sœurs servantes travaillent en Pologne et en Europe, Afrique, Asie et Amérique. En propageant le charisme du Fondateur, étant ouvertes aux besoins de l’Église, elles ont adapté leur activité aux conditions sociales qui prévalent, elles travaillent dans un esprit de simplicité et d'amour de l’aide. En Angleterre existe la congrégation The Poor Servants of the Mother of God, fondée sur le modèle des Sœurs polonaises par Fanny Margaret Taylor à Londres. F. M. Taylor a personnellement rendu visite à E. Bojanowski en 1869. De même, Jérémie Lomnicki, un basilien, prit connaissance de la règle des servantes galiciennes, et fonda en 1892 avec le prêtre Cyril Sielecki et la mère Josaphata Micheline Hordashevska la congrégation des servantes de Marie Immaculée avec le rite byzantin.

## Saint patronage
Bienheureux Edmund Bojanowski est le saint patron :
- à Gostyń :
  - de la paroisse en la cité-dortoir Pożegowo[6].
- à Varsovie :
  - de la paroisse de l’arrondissement d’Ursynów[7] ;
  - de Wyższa Szkoła Przymierza Rodzin[8] ;
  - du groupe scolaire d’intégration no 71[9].
- à Białystok :
  - de l’école élémentaire no 31[10] ;
  - du lycée public no 23[11].
- à Katowice :
  - de la rue dans le quartier Ligota-Panewniki ;
  - de la chapelle de l’Okręgowy Szpital Kolejowy.
- à Dębica :
  - de la rue ;
  - de la chapelle de la Maison mère des Sœurs servantes de Dębica.
- à Mchawa (voïvodie des Basses-Carpates) de l’école élémentaire privée.

Ses principales reliques sont dans le sanctuaire de Bienheureux E. Bojanowski , à Luboń. Chaque maison Mère des Sœurs servantes possède ses reliques.